# Próculo
Próculo (em latim: Proculus) foi um usurpador romano contra o imperador Probo, um dos "pretendentes menores" segundo a pouco confiável "História Augusta"[a], em 280.

## História
É provável que Próculo tivesse alguma ligação familiar com os francos, a quem ele procurou em vão quando sua tentativa de tomar o trono começou a fracassar. Ele era nativo de Albingauno (moderna Albenga, na Itália), na Ligúria. Embora ele fosse de fato um nobre, seus ancestrais eram salteadores que deixaram para ele uma grande fortuna. Com ela, Próculo conseguiu armar 2 000 escravos de seu próprio latifúndio depois de tomar o poder no ocidente. Ele era casado com uma mulher chamada Vituriga, cujo apelido era "Samso" por suas habilidades (consideradas "pouco femininas" pelo autor da História Augusta)[b], com quem tinha, na época do golpe, um filho de quatro anos chamado Hereniano.
Próculo era um soldado ambicioso que havia comandado mais de uma legião como tribuno. Quando, em 280, o povo de Lugduno (Lyon), que havia iniciado uma revolta contra o imperador Probo, pediu-lhe que aceitasse o manto púrpura, ele aceitou, proclamando-se coimperador juntamente com Bonoso. "Ele foi, mesmo assim, benéfico para os gauleses, pois esmagou os alamanos - que ainda eram chamados de germanos - e não sem ilustre glória, apesar de ele não ter-lhes dado combate, se não na forma dos salteadores".
Quando voltou de suas lutas contra os persas sassânidas na Síria, Probo forçou o recuo de Próculo para o norte. Depois de não conseguir o apoio dos francos, o usurpador foi traído por eles, preso e entregue a Probo, que o executou (c. 281), mas, "com sua tradicional moderação, poupou também sua fortuna e as vidas de sua inocente família", que permaneceu em Albigaunum declarando, de acordo com a História Augusta, que "não desejam nem ser príncipes nem salteadores".
Existe uma carta escrita por Próculo citada por Edward Gibbon, que, apesar da possibilidade de ser uma falsificação, é interessante. Ela começa com um aparente auto-elogio sobre suas habilidades sexuais: "De Próculo ao seu parente Meciano, saudações! I tomei cem donzelas da Sarmácia. Destas, copulei com dez numa única noite...". Gibbon comenta sobre Próculo e seu co-usurpador, Bonoso, um beberrão, que "o mérito que distingue estes dois oficiais era a respectiva destreza de cada, a de um nos combates de Baco, a de outro, nos de Vênus".